# 사랑은 구름을 비로 내리고
《사랑은 구름을 비로 내리고》는 MBC에서 1989년 9월 14일에 방영된 추석 특집 드라마로, 상처한 치과의사와 노처녀 에어로빅 강사와의 결혼을 놓고 벌어지는 갖가지 해프닝을 재미있게 엮은 하이코미디 뮤지컬 드라마다.

## 줄거리
치과의사 오 박사는 아내와 사별하고 홀어머니와 대학 3학년인 아들 상민, 대학 1학년인 딸 상은 남매와 함께 살고 있다. 어느 날 살림집과 같이 있는 치과의원 건물 옆 상가에 혜리가 운영하는 에어로빅 센터가 들어오는데, 시끄러운 음악소리 때문에 진료에 방해가 되자 오 박사는 혜리를 만나 조용히 할 수 없냐며 따진다. 다음 날 약수터에서 체조를 가르치고 있는 혜리를 본 오 박사는 그녀에게 묘한 매력을 느낀다.

## 등장 인물
- 오지명(오 박사) : 치과의사
- 이휘향(엄혜리), 양희경(미스 왕) : 에어로빅 강사
- 최수종(오상민) : 오 박사 아들
- 이상은(오상은) : 오 박사 딸
- 김영옥 : 오 박사 어머니, 오상민 남매 할머니
- 이미경(미스 박) : 치과 간호사
- 강상구, 국정환, 김경란, 김승환, 남포동, 노재정, 맹상훈, 박재영, 박준규, 심양홍, 엄유신, 윤예희, 이동신, 이만성, 이은실, 이은철, 이정훈, 임대호, 조상현, 조은진, 주원승, 최은숙